# A Saint Tropez-i csendőr
A Saint Tropez-i csendőr (eredeti cím: Le Gendarme de Saint-Tropez) 1964-ben bemutatott francia–olasz film, amely a népszerű Csendőr-filmek első része. Az élőszereplős játékfilm rendezője Jean Girault, producerei Gérard Beytout és René Pignières. A forgatókönyvet Jean Girault, Richard Balducci és Jacques Vilfrid írták. A zenéjét Raymond Lefèvre szerezte. A főszerepben Louis de Funès látható. A mozifilm az S.N.C. (Société Nouvelle de Cinématographie) és a Franca Films gyártásában készült. Műfaja bűnügyi filmvígjáték.
Franciaországban 1964. szeptember 9-én mutatták be a mozikban. Magyarországon viszonylag kevés késéssel bemutatták, a mozikban feliratos változatban vetítették. Az első magyar szinkront 1991. május 26-án az MTV2-n, a második magyar szinkront 2004. március 30-án a Zone Europa-n vetítették le a televízióban. A Magyar Televízió által készített változattal adták ki DVD-n.

## Cselekmény
A szigorú Lütyő őrmester (Louis de Funès) egy kis hegyvidéki faluból új állomáshelyre kerül, mégpedig az akkoriban még kisvárosias Saint-Tropez-ba, ahová leányával, Nicole-lal (Geneviève Grad) érkezik. Még a buszállomásról be sem érnek a csendőrségre, már több büntetést kioszt, például a polgármesternek, a büntetőcédulákat pedig bemutatkozó ajándékként nyújtja át új főnökének, a meglepett Gabaj törzsőrmesternek (Michel Galabru), aki  azonban nem nézi jó szemmel a túlzott ügybuzgóságot. A beosztottaknak sem tetszik igazán a törtető Lütyő által tanúsított felfelé hajbókolás, lefelé vasszigor. Eközben a nagy nyári vakáció idején a nudisták okozzák a legnagyobb fejtörést a csendőrségnek, jól szervezett riadóláncuknak köszönhetően nem lehet őket lebuktatni. Lütyő természetesen ezt is megoldja: az általa vezetett kiképzés során egy perc pihenést sem ad négy alárendeltjének, Agykárnak, Beléndeknek, Pacuhának és Fityesznek, majd utóbbit előőrsként és beépült emberként a nudistákhoz küldi, végül sikerül az akció, a letartóztatott nudisták egy szál törülközőben vonulnak be a csendőrségre.
Lütyő tinilánya, az unatkozó Nicole ezalatt megpróbál barátokat szerezni. Mivel a helyi aranyifjúság kissé lenézi az ódivatúan öltözött, hegyvidéki kis faluból érkezett  Nicole-t, azt hazudja, hogy egy skót milliomos, Mr. Fergusson lánya, az övék a kikötőben álló legszebb jacht, no és persze az előtte álló tűzpiros Mustang, kissé ódivatú ruhája pedig a legfrissebb hawaii divat, így hamar eléri, hogy a társaság befogadja. Egy este barátja Nicole-t a tiltakozása ellenére elviszi a kocsival egy körre, ám egy szántóföld melletti földúton defektet kapnak és elakadnak. Lütyőnek kell kora hajnalban a kocsiért mennie, így lánya turpissága kiderül. A feldúlt Lütyő a cserekerék keresése közben mindent kidobál a csomagtartóból és ott hagyja a dűlőút mentén egy bokorban. Sajnos sem neki, sem lányának fogalma sincs, hogy a jacht és a kocsi egy gengszterfőnök tulajdona, az egyik kidobott csomagban pedig Rembrandt egy közelmúltban ellopott festménye rejtőzik. Az autót visszaviszi a jacht elé, a gengszterek azonban hamar észreveszik, hogy a lopott festményt ellopták az ellopott, majd visszahozott kocsiból...

## Érdekességek
- A film nagy sikere is közrejátszott az akkoriban még kisvárosias Saint Tropez felvirágzásában.
- A film dala, a Douliou Douliou Saint Tropez nagyon népszerű dal volt a maga idejében.
- A film első, fekete-fehérben forgatott jelenetei az olasz-francia a határtól és a tengerpartól nem messze lévő Belvédère falucskában készültek.
- A nudizmus / naturizmus a hatvanas években Európa legtöbb országában tiltott cselekmény volt.
- Az eredeti filmben a Michel Modo által játszott csendőr neve Berlicot, a Guy Grosso által alakítotté pedig Tricard. Ezekből képezték a fordítók a hasonló hangzású  Beléndek és Agykár neveket, azonban valamiért megcserélték a két szereplőt.

## Szereplők
| Szereplő                         | Színész          | Magyar hang                     | Magyar hang                            |
| Szereplő                         | Színész          | 1. magyar szinkron (MTV2, 1991) | 2. magyar szinkron (Zone Europa, 2003) |
| -------------------------------- | ---------------- | ------------------------------- | -------------------------------------- |
| Ludovic Cruchot (Lütyő őrmester) | Louis de Funès   | Balázs Péter                    | Szőke-Kavinszky András                 |
| Nicole Cruchot, Lütyő lánya      | Geneviève Grad   | Tóth Enikő                      | Gajai Ágnes                            |
| Jérôme Gerber (Gabaj főtörzs)    | Michel Galabru   | Kránitz Lajos                   | Dobos Imre                             |
| Lucien Fougasse (Fityesz)        | Jean Lefebvre    | Somogyvári Pál                  | ?                                      |
| Albert Merlot (Pacuha)           | Christian Marin  | Verebély Iván                   | ?                                      |
| Tricard (Beléndek)               | Guy Grosso       | Koroknay Géza                   | ?                                      |
| Berlicot (Agykár)                | Michel Modo      | Botár Endre                     | ?                                      |
| Soeur Clotilde (Angyalka nővér)  | France Rumilly   | Spilák Klára                    | ?                                      |
| Cecília Gabaj                    | Nicole Vervil    | Sáfár Anikó                     | ?                                      |
| Madame Leroy                     | Maria Pacôme     | ?                               | ?                                      |
| André Ugo pohárszékelő           | Claude Piéplu    | Kovács István                   | ?                                      |
| Richard                          | Daniel Cauchy    | Csankó Zoltán                   | ?                                      |
| Gengszterek sofőrje              | Gabriele Tinti   | Schnell Ádám                    | ?                                      |
| Jessica                          | Sylvie Bréal     | Hegyi Barbara                   | ?                                      |
| Tengeri medvebocs                | Jean Droze       | Jakab Csaba                     | ?                                      |
| Jean-Luc                         | Patrice Laffont  | Pusztaszeri Kornél              | ?                                      |
| Archibald Ferguson               | Giuseppe Porelli | Dobránszky Zoltán               | ?                                      |
| Christophe pohárszékelő          | Franck Vilcour   | Kautzky Armand                  | ?                                      |
| Paraszt                          | Fernand Sardou   | Gruber Hugó                     | ?                                      |
| Tolvaj cigány                    | Pierre Barouh    | Ujlaki Dénes                    | ?                                      |
| Kávéház tulajdonosa              | Jean Panisse     | Várkonyi András                 | ?                                      |
| Postás                           | N/A              | Balázsi Gyula                   | ?                                      |
| Toncsi, a halárusnő              | N/A              | Czigány Judit                   | ?                                      |
| Michel, a részeges férfi         | N/A              | Uri István                      | ?                                      |
| Nudista #1                       | N/A              | Uri István                      | ?                                      |
| Nudista #2                       | N/A              | Varga Tamás                     | ?                                      |
| Motoros rendőr                   | N/A              | Beregi Péter                    | ?                                      |
| Emily, Christophe anyja          | N/A              | Menszátor Magdolna              | ?                                      |
| Nő a partin                      | N/A              | Tímár Éva                       | ?                                      |
| Gabaj anyósa                     | N/A              | Dallos Szilvia                  | ?                                      |
| Halász a parton                  | N/A              | Szoó György                     | ?                                      |
| Lassú sofőr                      | N/A              | Dózsa László                    | ?                                      |
| Losondeoda asszony               | N/A              | Földessy Margit                 | ?                                      |
| Archibald Ferguson embere        | N/A              | Szabó Sipos Barnabás            | ?                                      |
| Halász a rakparton               | N/A              | Antal László                    | ?                                      |
| Felháborodott autós              | N/A              | Kárpáti Tibor                   | ?                                      |
| Ruhabolti eladó                  | N/A              | Soós László                     | ?                                      |

További magyar hangok (1. magyar szinkronban): Győri Péter, Nyírő Bea, Prókai Annamária

## Televíziós megjelenések
- 1. magyar szinkron: TV-2, Duna TV, TV3, RTL Klub, Film+, Cool, Prizma TV / RTL+, Film+ 2
- 2. magyar szinkron: Zone Europa